# Hesperomyces virescens
Hesperomyces virescens is een  schimmel behorend tot de familie Laboulbeniaceae. Hij is gespecialiseerd in parasitisme van lieveheersbeestjes. Hij komt voor op 30 soorten lieveheersbeestjes uit 20 verschillende geslachten. Het is zichtbaar als een kleine geelgroene staaf van 0,3-0,4 mm lang.

## Taxonomie
Deze schimmel werd voor het eerst beschreven door de Amerikaanse mycoloog Roland Thaxter, in zijn aanvullende aantekening over Noord-Amerikaanse Laboulbeniaceae, in 1891, gevonden op Chilocorus stigma.
Een studie uit 2018, gebaseerd op genetische analyse, suggereert dat het eerder een complex van cryptische soorten is, elk gespecialiseerd in een bepaalde soort (of geslacht) lieveheersbeestjes.

## Infectie
De schimmel voltooit zijn hele levenscyclus op de taaie buitenste laag van een levende gastheer. Individuele vruchtlichamen of thalli worden rechtstreeks uit ascosporen worden gevormd. De thalli kunnen zich op elk deel van het insect vormen, maar kieming van sporen vindt waarschijnlijk pas plaats als de cuticle van de gastheer is uitgehard. Aangenomen wordt dat de sporen een korte levensduur hebben. Vanwege de kleverige aard van de sporen worden ze niet overgedragen door contact met het substraat of de lucht. In plaats daarvan worden ze rechtstreeks verspreid door gastheeractiviteiten en er wordt gesuggereerd dat overdracht plaatsvindt tijdens het voeder- en paarseizoen wanneer seksueel contact plaatsvindt, waardoor H. virescens een seksueel overdraagbare ziekte van insecten wordt. Vrouwtjes worden voornamelijk aangetast ter hoogte van de dekschilden, vaak aan de achterkant, terwijl bij mannetjes de schimmel zich zowel aan de dekschilden als aan de benen en de buik hecht.
In het laboratorium zorgt deze infectie voor een hogere mortaliteit.

## Verspreiding
De schimmel komt voor op alle continenten behalve Australië en Antarctica, waarbij de meeste vondsten uit Europa komen.